# Виктория (кратер)
Виктория — ударный кратер на поверхности Марса в районе плато Меридиана. Имеет диаметр 750 метров, глубину около 70 метров. Кратер назван в честь столицы Сейшельских островов, города Виктория.

## Хронология исследований кратера
26 сентября 2006 года марсоход Оппортьюнити достиг кратера Виктория. Марсоход двигался к Виктории, по пути исследуя другие, гораздо более мелкие кратеры. Расстояние до кратера от посадочного модуля — приблизительно 7 километров. 

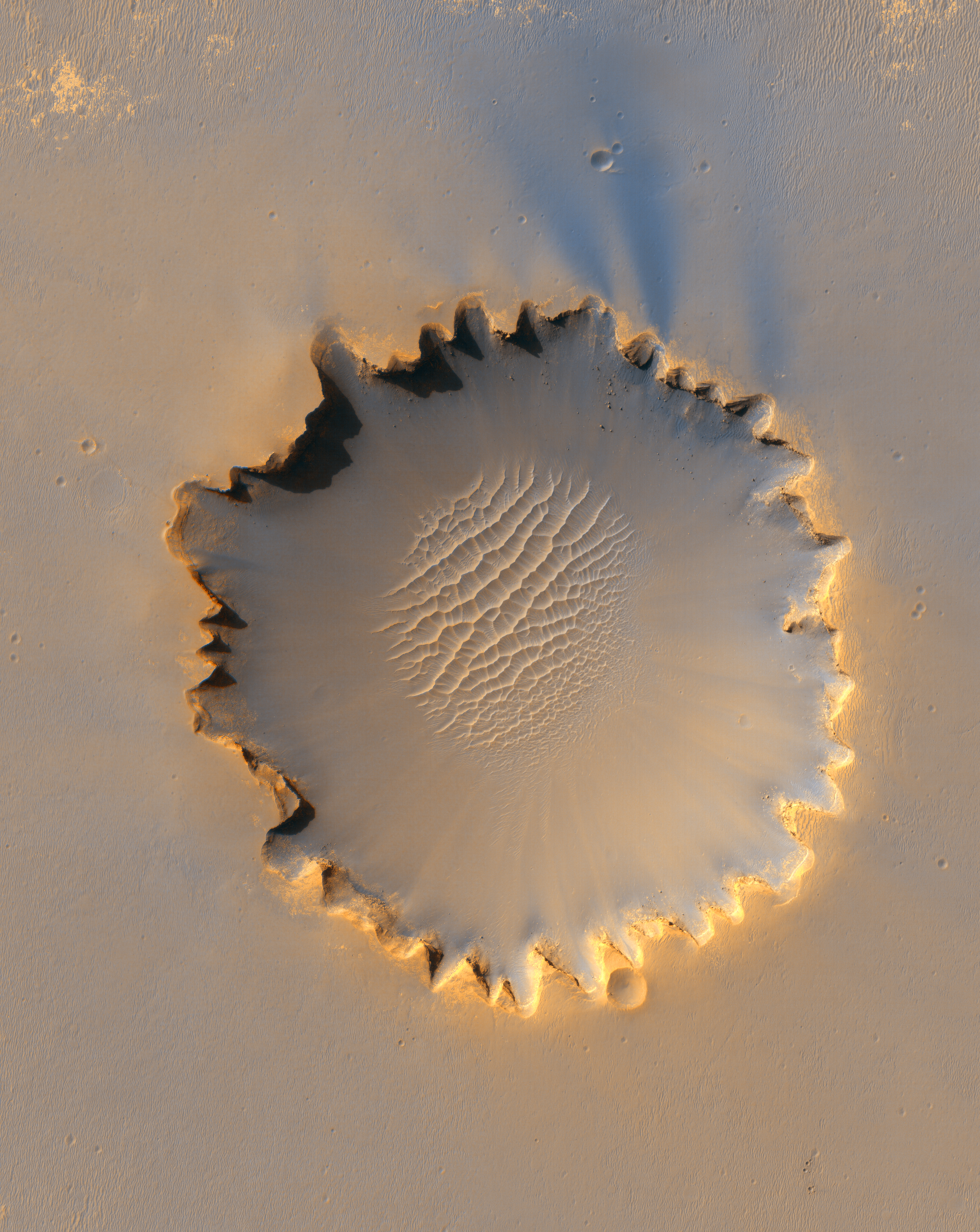
Фотография с Mars Reconnaissance Orbiter, с помощью камеры HiRISE. 3 октября 2006

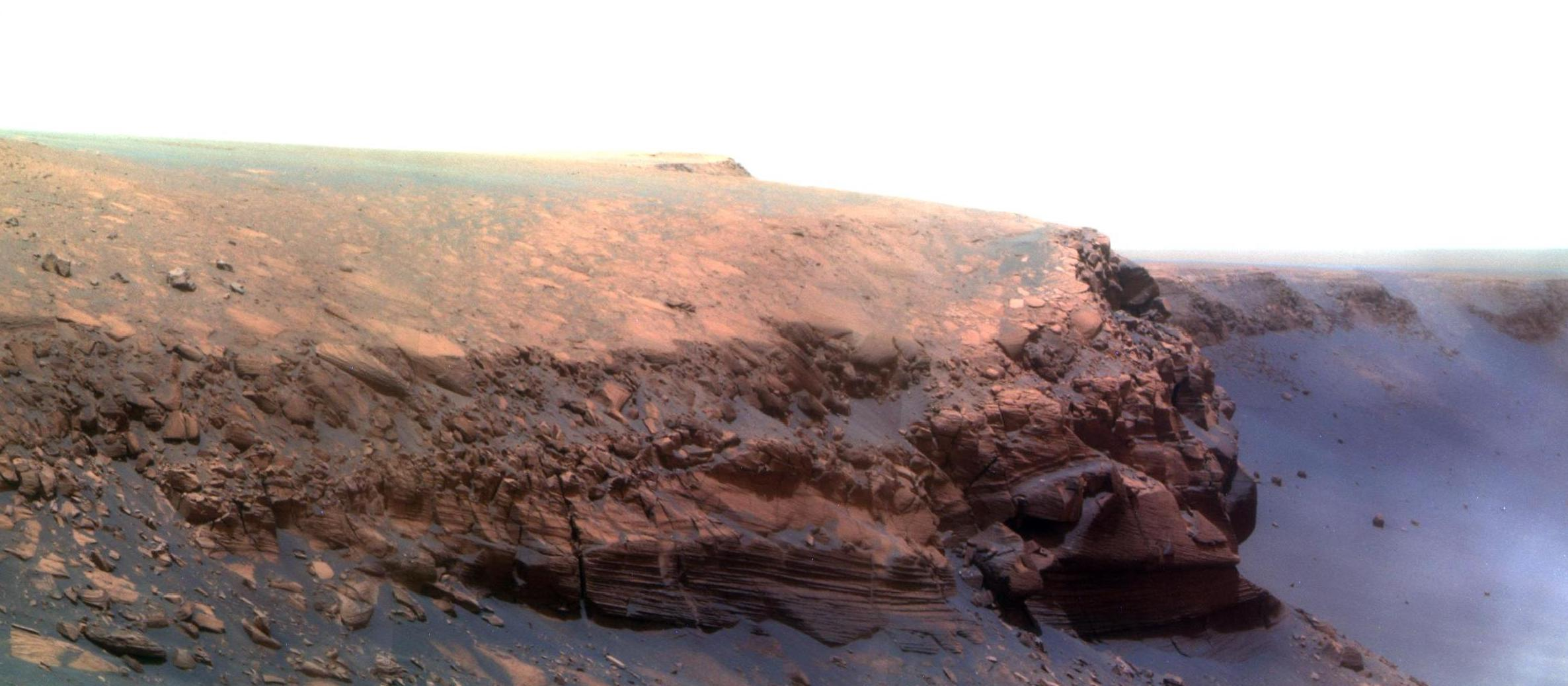
Мыс Верде в искусственных цветах

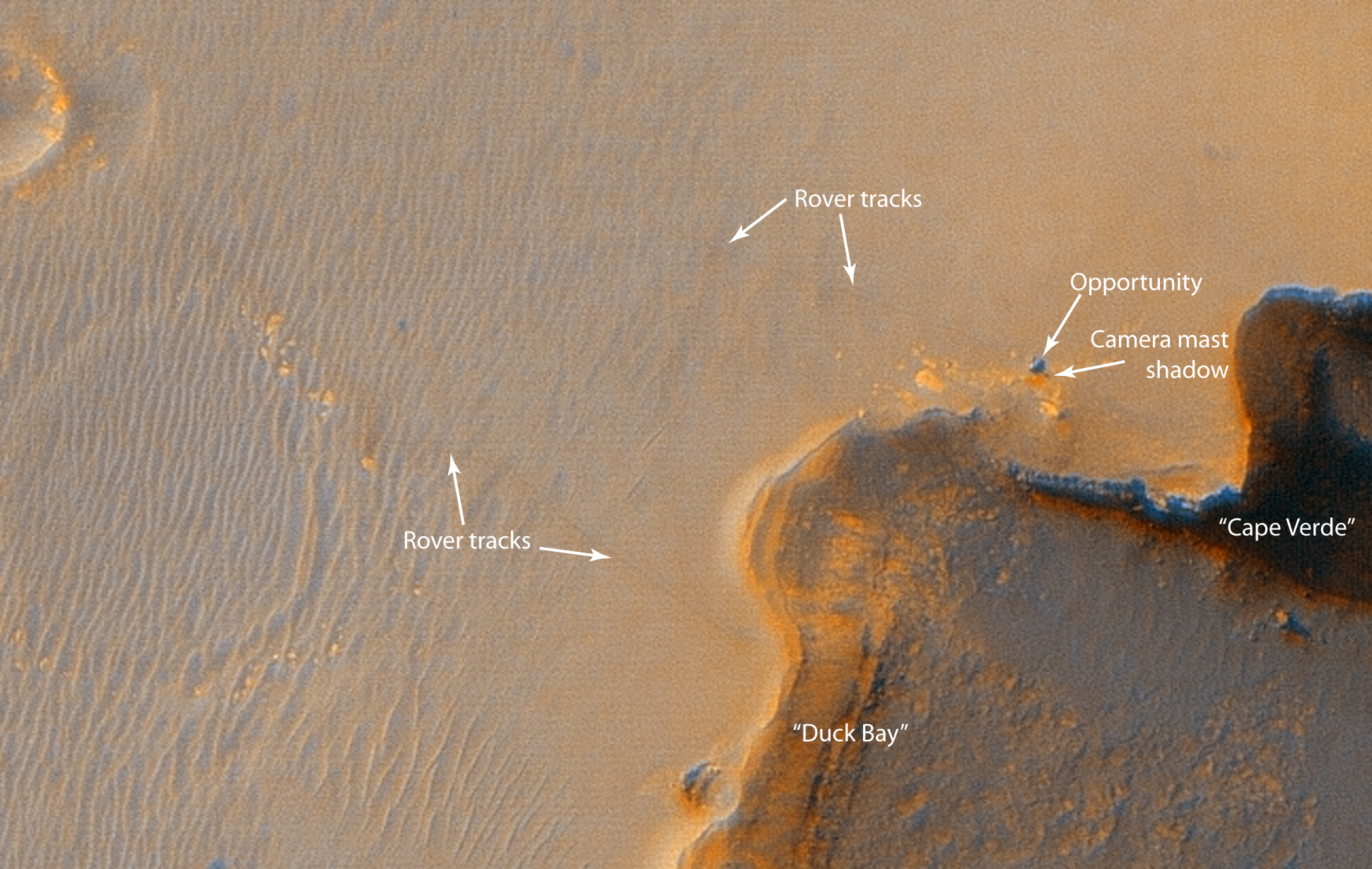
Северо-западная часть кратера «Виктория», видны следы от марсохода и он сам, а также мыс Верде и «Залив Утки»

11 сентября 2007 года он доехал до так называемого «Залива Утки» («Duck Bay»). 
13 сентября 2007 года «Оппортьюнити» исследовал мыс Верде — скалу на краю кратера Виктория. 
В период с 24 по 28 августа 2008 года, марсоход покинул кратер. Двигался он так долго, потому что из-за покрытия солнечных батарей пылью марсоход испытывал проблемы с энергией, которой не хватало для обеспечения и без того маломощных двигателей.